# Loose (álbum de The Ganjas)
Loose es el cuarto álbum de estudio de los chilenos The Ganjas. Es el primer disco de la banda en el que participa el guitarrista Pablo Giadach como miembro oficial.

## Grabación
Loose fue grabado en enero de 2009 en el bar Club Mist (ubicado en el Barrio Suecia de la comuna de Providencia, era uno de los lugares habituales en que la banda solía presentarse; ahora demolido), en la comuna de Paine y en el Estudio Orange, propiedad del guitarrista de la banda, Pablo Giadach. El propio Giadach fue el encargado de grabar el disco, con la asistencia de Juan Pablo Montalva, y de mezclarlo junto al guitarrista Sam Maquieira. Posteriormente, el álbum sería masterizado en Puro Mastering, en Florida, Provincia de Buenos Aires, Argentina, por el destacado ingeniero de sonido Eduardo Bergallo.

## Lista de canciones
Todas las canciones compuestas por The Ganjas.
| N.º | Título                    | Duración |  |
| 1.  | «Modern Man»              | 4:30     |  |
| 2.  | «Heart of a Velvet Stone» | 6:26     |  |
| 3.  | «Revelate»                | 4:48     |  |
| 4.  | «Motoqueiro»              | 5:02     |  |
| 5.  | «Trip in the Eye»         | 6:30     |  |
| 6.  | «The Cut»                 | 5:13     |  |
| 7.  | «100 Ways»                | 7:07     |  |
| 8.  | «Rusty Destiny»           | 4:16     |  |
| 9.  | «I Wanna Burn It All»     | 3:48     |  |
| 10. | «Heroes»                  | 7:25     |  |
| 11. | «Loose»                   | 5:44     |  |

## Créditos
| Banda The Ganjas Sam Maquieira – guitarra , voz , piano Pablo Giadach – guitarra, voz Pape Astaburuaga – bajo , voz, piano, teclado Aldo Benincasa – batería , percusión Invitados Arturo Cussen – clarinete en "Heroes" | - Grabado por Pablo Giadach, asistido por Ignacio Rodríguez. - Mezclado por Pablo Giadach y Sam Maquieira. - Masterizado por Eduardo Bergallo. - Dibujo de portada por Macarena Moreno. - Foto de la banda por Juan Pablo Montalva. - Diseño por Andrés Soffia. |